# 奧齊戈 (密歇根州)
奧齊戈（英語：Otsego）是一個位於美國密歇根州阿勒根縣的城市。

## 人口
根據2020年美國人口普查的數據，奧齊戈的面積為5.42平方千米，當中陸地面積為5.26平方千米，而水域面積為0.16平方千米。當地共有人口4120人，而人口密度為每平方千米760人。